# Коупавогюр
Ко́упавогюр (исл. Kópavogur, МФА: [ˈkʰouːpaˌvɔːɣʏr]о файле — Бухта молодого тюленя) — второй по населению (после Рейкьявика) город и община Исландии. На севере граничит с Рейкьявиком, входит в состав агломерации, в которой проживает 65 % населения Исландии. Является частью столичного региона. Ко́упавогюр в основном состоит из жилых районов, но имеет коммерческие площади и большую производственную деятельность. Самое высокое здание в Исландии, башня Смараторг, расположено в центре Ко́упавогюра.

## История
Коупавогюр исторически значим как место встречи 1662 года Коупавогюр. Это событие ознаменовало полное включение Исландии в Данию-Норвегию, когда от имени исландского народа епископ Бриньольфур Свейнссон и адвокат Анри Оддссон подписали документ, подтверждающий, что введение королём абсолютной монархии распространялось также и на Исландию.

## Достопримечательности
- Церковь Коупавогюра
- Дигранескиркья
- Хьядлакиркья

## Культура
- Художественная галерея Гердарсафн, названная по имени художницы Гердюр Хельгадоуттир, открыта в 1994 году.

## Города-побратимы
- Аммасалик (Гренландия)
- Клаксвик (Фарерские острова)
- Мариехамн (Аландские острова, автономная территория в составе Финляндии)

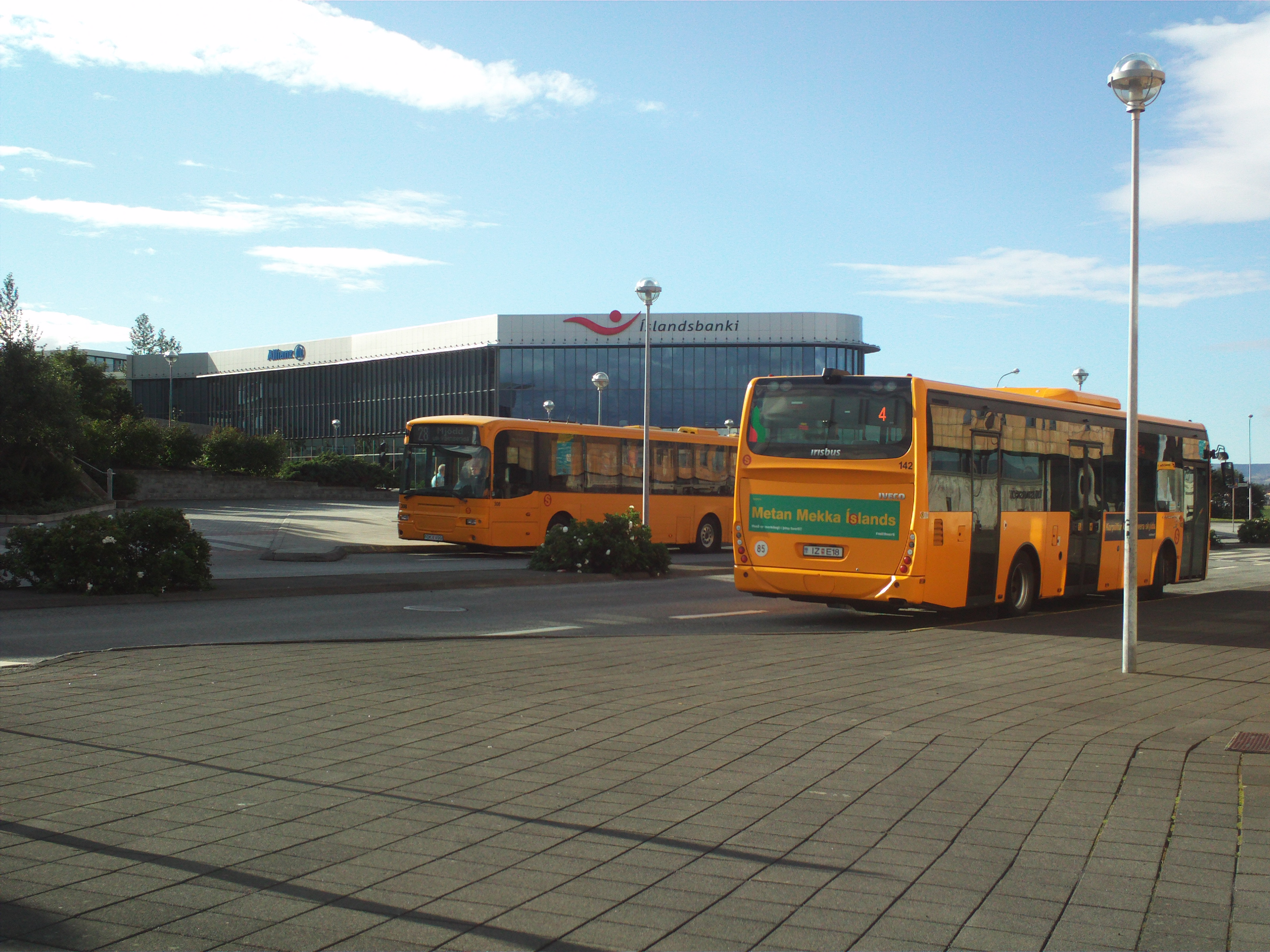
Общественные автобусы в Коупавогюре

- Норрчёпинг (Швеция)
- Оденсе (Дания)
- Тампере (Финляндия)
- Тронхейм (Норвегия)